# Estel de tipus S
Un estel de tipus S o estrella de tipus S (o simplement S) és un estel gegant vermell de tipus espectral S similars als de tipus k5-M, que mostra bandes d'òxid de zirconi a més de les d'òxid de titani característiques dels estels gegants de tipus K i M.
Altres elements de processos S, per exemple òxid d'itri i tecneci, estan també ampliats, indicant captura neutrònica d'elements del cinquè període de la taula periòdica (zirconi, itri, etc.). Els estels de tipus S presenten bandes intenses de cianogen (CN) i contenen  línies espectrals de liti. La majoria d'aquests estels són variables de període llarg.
Els estels S purs també s'anomenen estels de zirconi, perquè les bandes d'òxid de zirconi són molt intenses i les d'òxid de titani estan absents o són tot just perceptibles.
A la dècada de 1990 es va descobrir que els estels S es formen per dos mecanismes diferents.
D'una banda, els de major lluminositat són un estadi intermedi en el que els estels gegants asimptòtics es transformen des de gegants de classe M a estel de carboni de classe C-N. Els estels asimptòtic gegants es troben en una fase de 
fusió de l'hidrogen en una capa sobre el nucli, però a causa del fenomen conegut com a dragatge (dredge-up) poden temporalment fondre una part de l'heli produït en la capa.
D'altra banda, els estels de menor lluminositat formen part de sistemes binaris i poden evolucionar, en versions més fredes dels estels de bari, on l'increment de carboni i elements de procés S dels espectres estel·lars són relíquies de transferència de massa entre membres d'un sistema binari. En aquests sistemes, l'estel S no ha sintetitzat l'excés de carboni i elements de procés S ell mateix, sinó que fou produït abans pel seu company binari, que llavors era un estel de carboni. Actualment veiem aquests sistemes molt després de la transferència de massa, quan el company ha evolucionat per convertir-se en nan blanc i no és visible directament.
En el primer cas es parla d'estels S «intrínsecs» mentre que en el segon cas se les anomena estels S «extrínsecs».
Els estels de tipus S són generalment més vermells que els K o M de la mateixa temperatura fotosfèrica. La variable Mira Khi Cygni és l'estel de tipus S més brillant del cel, i varia d'espectre de S7 to S10, presenta línies d'òxid de zirconi, òxid de titani i de vanadi, de vegades molt a prop del tipus intermedi MS. S Ursae Majoris és un exemple d'aquest tipus. HR 1105 és un exemple d'estel S "extrínsec".

## Alguns estels de tipus S
| Nom               | Una altra denominació | Magnitud aparent | Variabilitat        |
| ----------------- | --------------------- | ---------------- | ------------------- |
| BD Camelopardalis | HD 22649              | 5,11             | Estrella simbiòtica |
| Pi¹ Gruis         | HD 212087             | 6,14             | Variable polsant    |
| HR Pegasi         | HD 216672             | 6,47             |                     |
| Khi Cygni         | HD 187796             | 6,80             | Variable Mira       |
| V1261 Orionis     | HD 35155              | 6,87             | Binària eclipsant   |
| R Canis Minoris   | HD 54300              | 7,25             | Variable Mira       |
| R Andromedae      | HD 1967               | 7,39             | Variable Mira       |
| V Cancri          | HD 70276              | 7,50             | Variable Mira       |
| R Lyncis          | HD 51610              | 7,56             | Variable Mira       |
| R Geminorum       | HD 53791              | 7,68             | Variable Mira       |
| S Cassiopeiae     | HD 7769               | 7,90             | Variable Mira       |

Font: Base de dades SIMBAD